# Casas de Don Pedro
Casas de Don Pedro es un municipio español, perteneciente a la provincia de Badajoz (comunidad autónoma de Extremadura).

## Situación
Integrado en la comarca de La Siberia Extremeña, se sitúa a 157 kilómetros de la capital provincial. El término municipal está atravesado por la carretera nacional N-430 entre los Km 149 y 155, además de por una carretera local que conecta con Talarrubias (BA-137). 
El territorio engloba una gran variedad de contrastes, desde amplias planicies hasta los riscos de la sierra de la Chimenea por el norte, donde se encuentran los picos Cerro Moral (672 metros) y Valle de la Fuente (636 metros). Ocupa la margen derecha del río Guadiana, que hace de límite meridional a través del embalse de Orellana. La altitud oscila entre los 672 metros al norte (Cerro Moral) y los 320 metros a orillas del embalse de Orellana. El pueblo se alza a 385 metros sobre el nivel del mar. 
| Noroeste: Logrosán (Cáceres) y Cañamero (Cáceres) | Norte: Cañamero (Cáceres) | Noreste: Talarrubias (exclave) y Puebla de Alcocer (exclave) |
| Oeste: Puebla de Alcocer                          |                           | Este: Talarrubias                                            |
| Suroeste: Puebla de Alcocer                       | Sur: Puebla de Alcocer    | Sureste: Talarrubias                                         |

## Historia
El origen histórico de Casas de Don Pedro es muy oscuro, por no existir documentación que pueda acreditarlo ni en los archivos municipales ni en el parroquial. Sin embargo, se puede asegurar por algunos escudos de piedra que representan la Cruz de Alcántara, colocados en las fachadas de algunas viviendas, que por los siglos XII o XIII ya existiera esta villa donada a la Orden de Alcántara para la repoblación y colonización de Extremadura, una vez terminada la Reconquista.
Existen además otros escudos de piedra que representan una encina con dos jabalíes rampantes, representativos más bien de la ciudad de Trujillo, posiblemente de algunos nobles de estas tierras afincados en la localidad. 
Aunque podemos comenzar comentando que hace algunos años se encontraron en los alrededores del pueblo restos de varios asentamientos romanos, como monedas, trozos de vasijas, pedazos de mosaicos, etc., lo que demuestra que ha estado habitado desde la época romana hasta la actualidad. Algunos de estos restos se encuentran en el Museo Provincial situado en el Palacio de las Veletas.

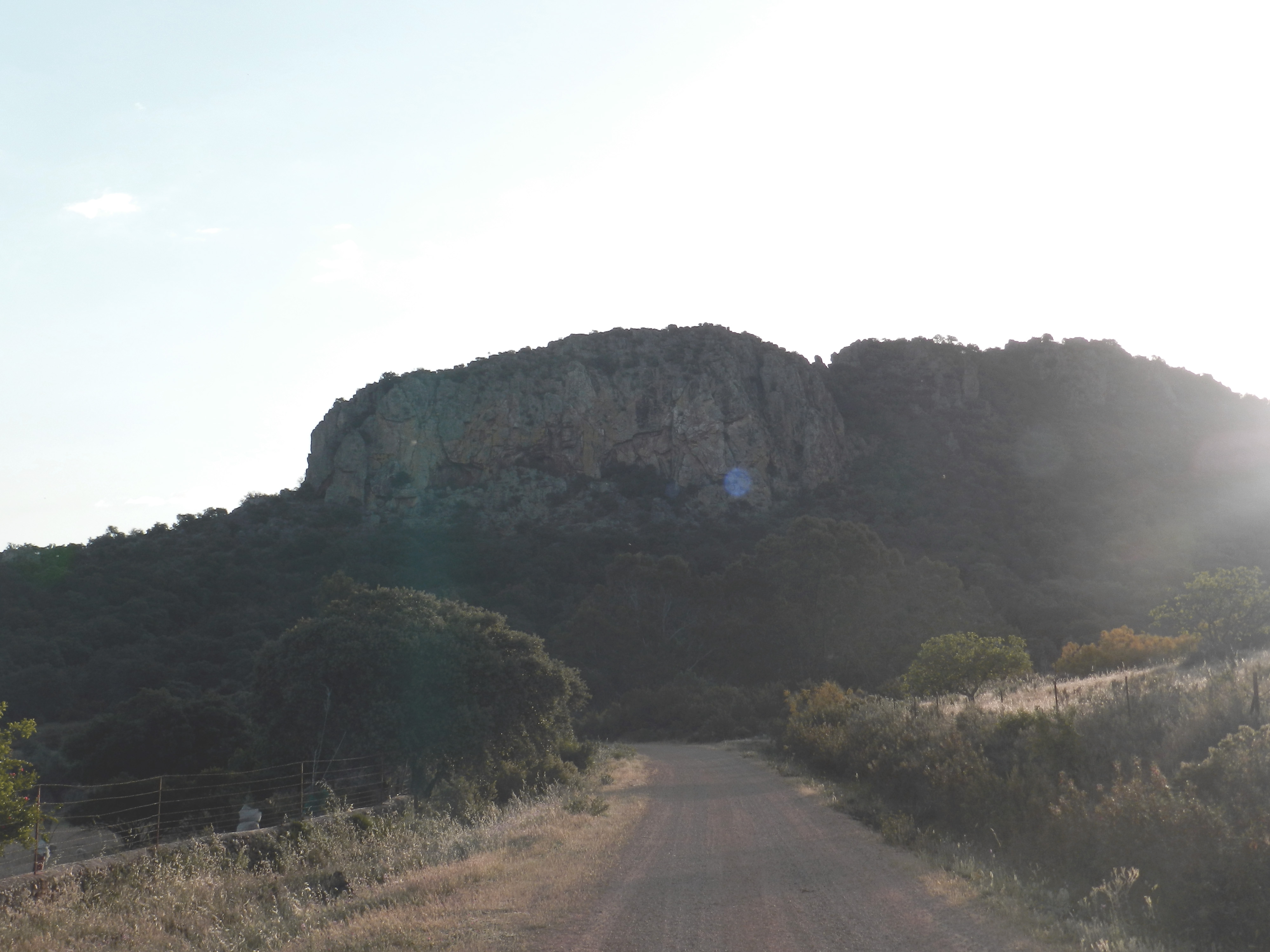
Risco de Valdehornos

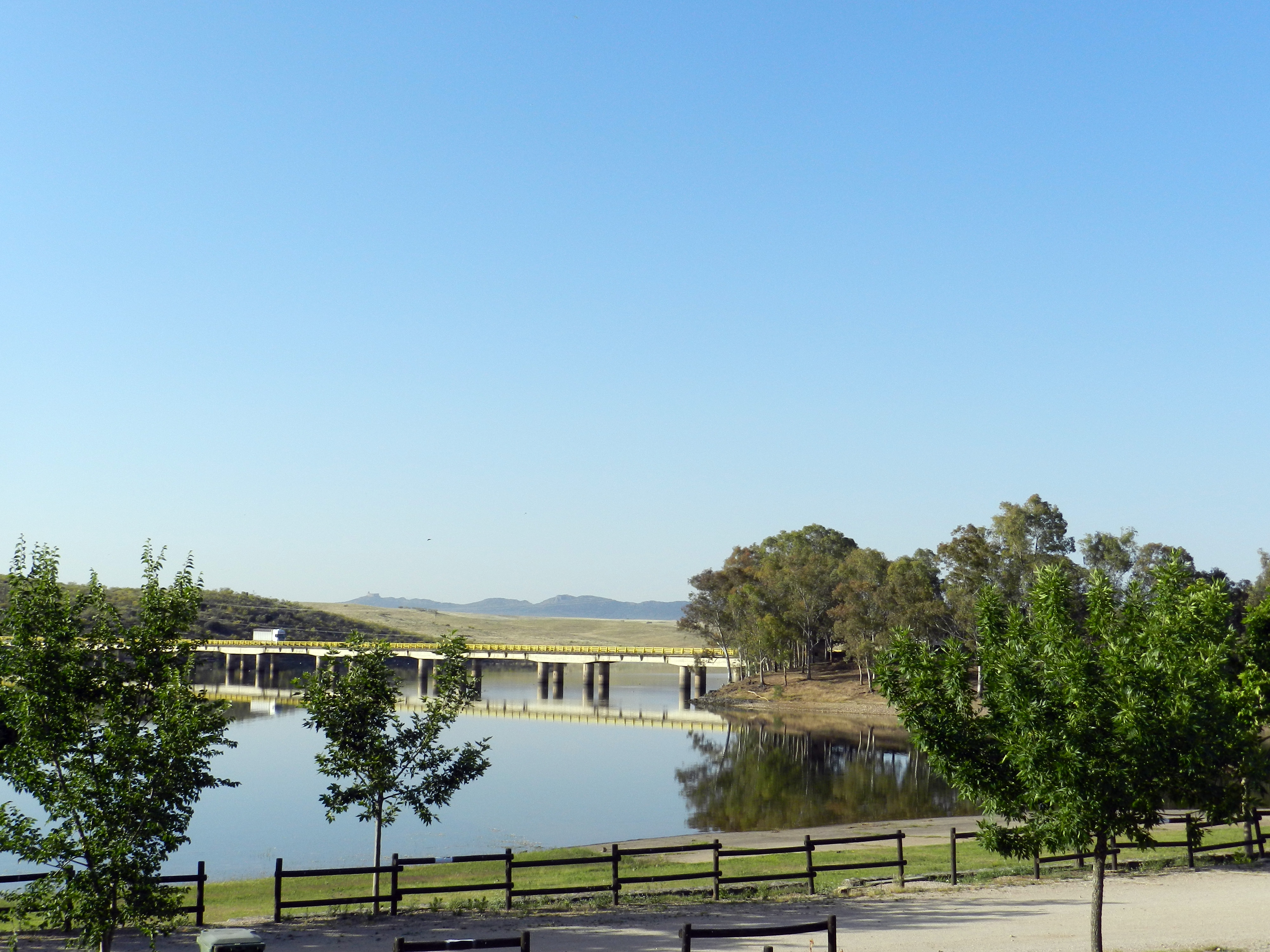
Playa "Los Calicantos"

El nombre de Casas de Don Pedro es muy anterior a Pedro I de Castilla, "el Cruel". En el año 1314 Casas de Don Pedro figura como lugar perteneciente al señorío de Puebla de Alcocer. Por estos años está al frente de estos territorios Diego García de Toledo, mayordomo del infante Don Pedro, al que probablemente se debe el nombre de la población, unos cincuenta años antes de  Pedro I "el Cruel".
En 1344 pasa el señorío a  Bernart de Cabrera hasta que en 1445 (en esta fecha ya tenía consideración de aldea), Juan II concede a Gutierre de Sotomayor, Gran Maestre de la Orden de Alcántara, dicho señorío, que posteriormente lo transformó en mayorazgo para sus hijos, los Condes de Belalcázar, que sucesivamente fueron los señores de Casas de Don Pedro. Así, en 1594 formaba parte de la Tierra de Belalcázar en la Provincia de Trujillo.
Haremos mención de dos de ellos, cuyos escudos se encuentran en la iglesia parroquial: 
- Alfonso II de Sotomayor, casado con  Isabel de Castro, de la familia real portuguesa el año 1497. Sus escudos están en la fachada. Ambos terminaron sus días en la vida religiosa.
- Francisco I de Sotomayor, que casó con la heredera del ducado de Béjar, Teresa de Zúñiga en 1518, que sería después del III duque de Béjar.

Sus escudos están en la clave de la cúpula y en esta época se debió reformar la capilla mayor y colocar el retablo, sin duda donación de sus piadosos padres, don Alfonso y doña Isabel. 
Se especula que fue por orden de Pedro I "el Cruel", ya que dicho retablo iba destinado al Monasterio de Guadalupe, pero como don Pedro I tenía predilección por este pueblo, ya que aunque fue un monarca muy mujeriego (sus matrimonios así como sus numerosas conquistas lo demuestran), sin duda su predilecta fue doña María de Padilla quien pasaba grandes temporadas en este pueblo, de ahí la colocación del retablo en su iglesia.
Los Sotomayor, condes de Belalcázar, ejercen su señorío sobre Casas de Don Pedro durante más de doscientos años, razón suficiente para unir simbólicamente esta casa a la villa de Casas de Don Pedro.
Por último, Juan Manuel Diego López de Zúñiga, duque de Béjar, que concedió la licencia para que los vecinos de Casas de Don Pedro solicitaran del rey Felipe V el privilegio de hacerse villa en 1731 y que consiguieron dos años después, mediante Real Cédula firmada en Sevilla el 23 de febrero de 1733, cuando la población contaba con unos 100 vecinos, aproximadamente 500 habitantes. Desde ese momento Casas de Don Pedro adquiere el rango de villa, con justicias propias, con horca y picota, e independiente de todo señorío. Los habitantes de Casas de Don Pedro recibieron las llaves de la independencia y así continúan en la actualidad.
A la caída del Antiguo Régimen la localidad se constituye en municipio constitucional en la región de Extremadura. Desde 1834 quedó integrado en el partido judicial de Herrera del Duque. En el censo de 1842 contaba con 256 hogares y 1006 vecinos.
A finales de marzo de 1939, terminando ya la Guerra Civil, las tropas franquistas instalaron un campo de concentración de prisioneros en el Caserío de Zaldívar y en el Olivar de las Boticarias, llegando a congregar a 4000 cautivos, la mayoría de la 109.ª Brigada Mixta del Ejército republicano. Desde su apertura, ambos recintos fueron escenario de terribles matanzas de oficiales y cargos políticos leales a la República. Todavía en la noche del 14 al 15 de mayo se fusiló a un grupo de entre 51 y 70 personas.

## Demografía
Casas de Don Pedro cuenta con una población de 1370 habitantes (INE 2024).
| Gráfica de evolución demográfica de Casas de Don Pedro entre 1842 y 2021                                              |
| |
| Población de derecho según los censos de población del INE. Población de hecho según los censos de población del INE. |

## Monumentos

### Iglesia parroquial de San Pedro Apóstol

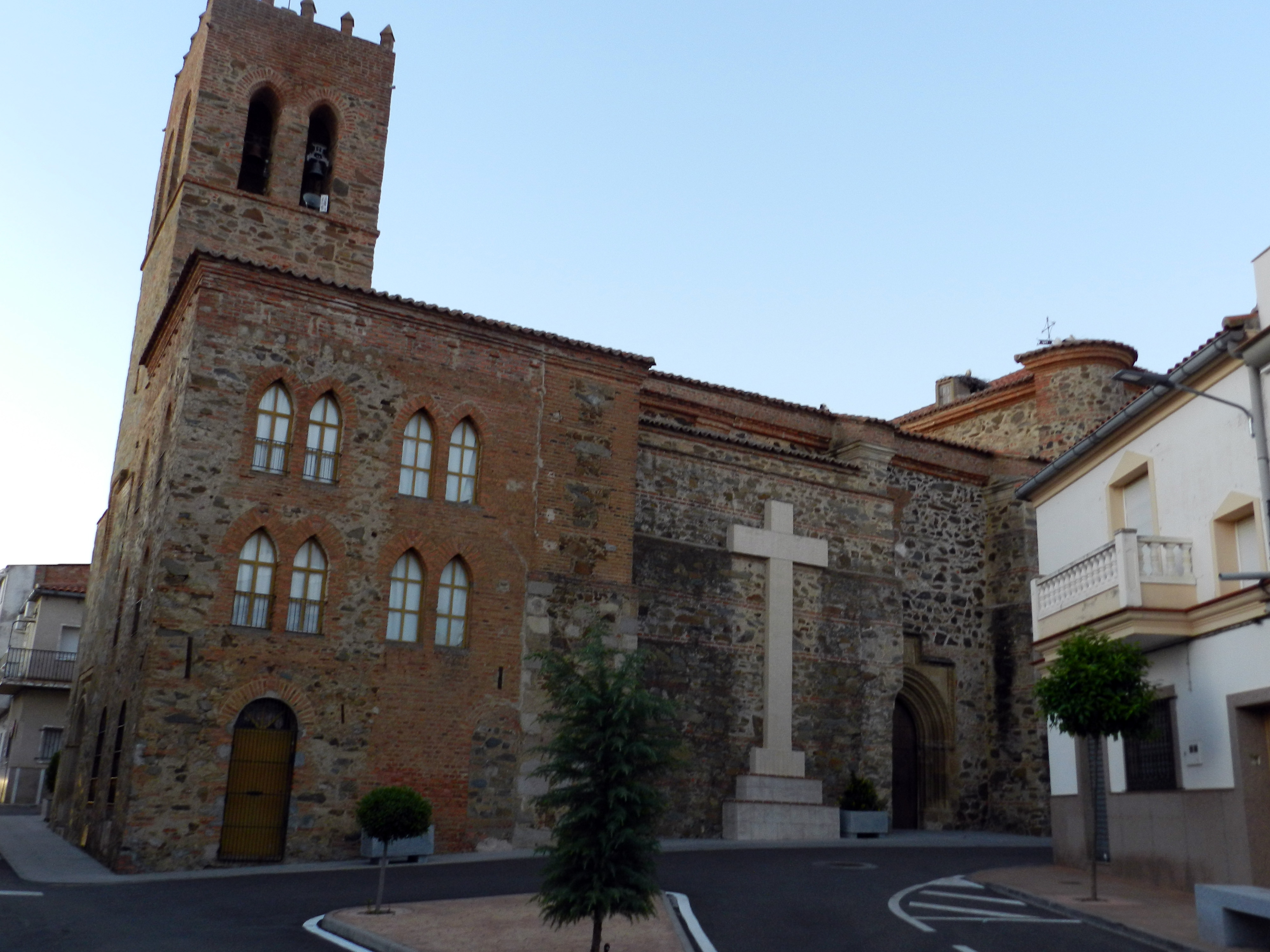
Fachada principal

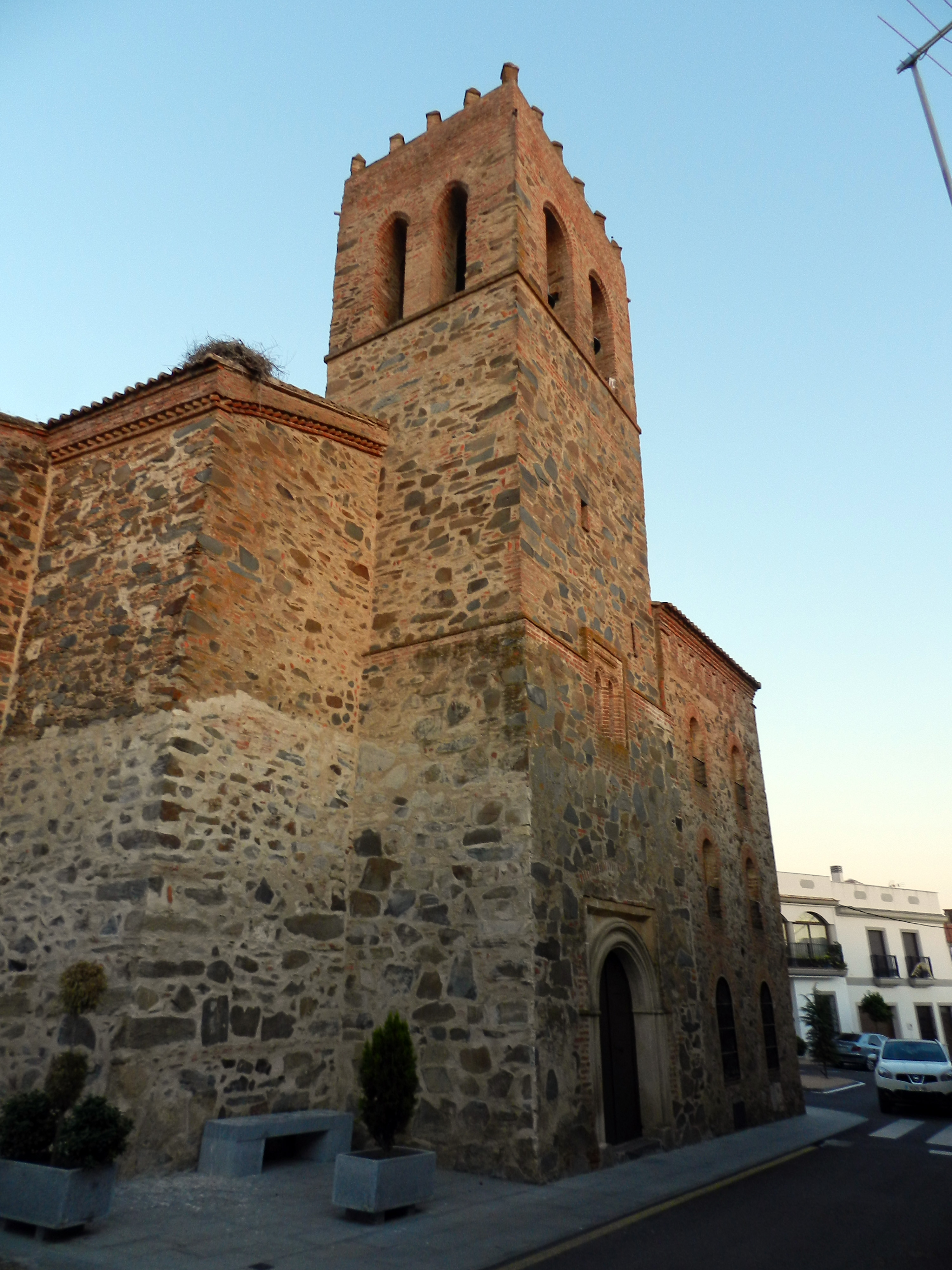
Fachada a poniente

Fue construida a partir de finales del siglo XIV y posteriormente reformada. Su estilo es gótico civil y la fachada de la última época del gótico, hacia 1499. Está realizada a base de  mampostería de pizarra en los muros y de ladrillo en la puerta, ventanas y  mainel. 
Los muros se encuentran reforzados con contrafuertes cilíndricos en la cabecera y con estribos prismáticos en la nave. Al fondo de la nave se encuentra un coro elevado sobre un arco escarzano, un tipo de arco rebajado simétrico que consiste en un sector circular que posee su centro por debajo de la línea de impostas.
Fue Ricardo Ballester Galarza, embajador cristiano, quien remodeló su arquitectura gótica dando mayor viveza a sus realces contemporáneos. Esta parroquia pertenece a la archidiócesis de Toledo.

### Ermita de la Virgen de los Remedios

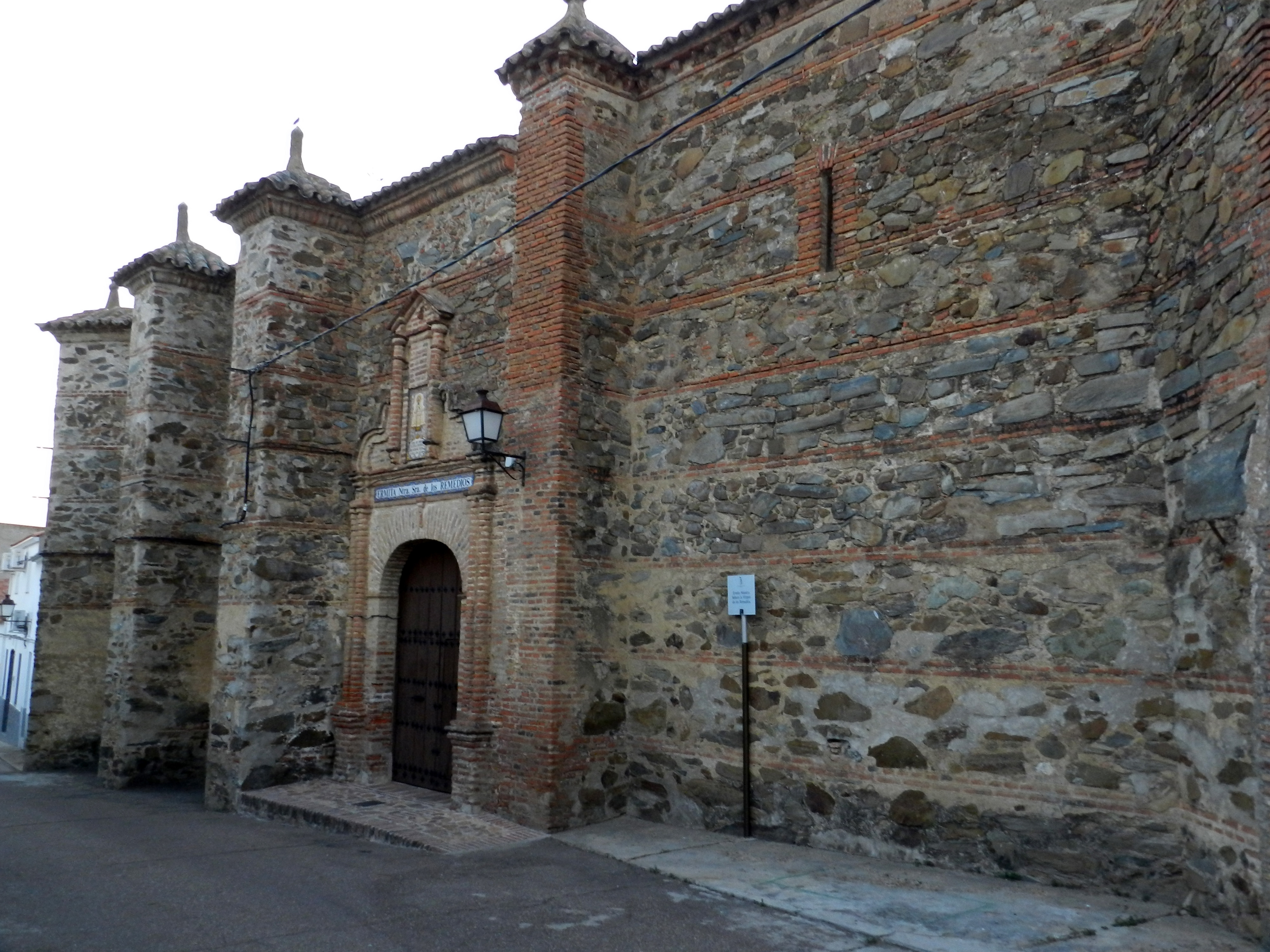
Ermita de la Virgen de los Remedios

Está situada dentro del casco urbano, concretamente en la calle La Virgen. Este edificio alberga la imagen de la Virgen, que da nombre a la ermita. Es la patrona de Casas de Don Pedro y por su festividad se celebran en el pueblo una serie de festejos de gran raigambre ya que estas fiestas se vienen celebrando desde el siglo XVIII.

## Gastronomía
Al igual que en el resto del partido judicial, destaca por sus productos típicos de matanza y por sus dulces. Entre los platos más destacados se encuentran las migas, el ajoblanco y las recetas elaboradas con productos cinegéticos.
En cuanto a los postres, la degustación de todos los elaborados con miel, como las flores y la candelilla, así como los gachones, almendralillos, queso dulce de almendras, natillas y bollos de los Santos.

## Fiestas

### Las Candelas
Se celebra el día 2 de febrero, para honrar a la Virgen de la Candelaria con el dulce típico del pueblo, la "candelilla". Se saca a la Virgen en procesión, siguiéndola una gran rosca de este dulce.

### San Isidro Labrador
Esta romería se celebra en honor de san Isidro Labrador, al tener gran importancia el sector agrícola en la localidad. Todos los habitantes del pueblo se reúnen en la ribera del río Guadiana y pasan el día entre amigos y familiares.

### Corpus Christi
Se realiza en el mes de junio. Se decoran las calles, se levantan altares y grandes alfombras de sal coloreada. Todo esto para recibir al Señor que sale del templo para pasear las calles. Los altares se llenan de productos elaborados por el pueblo, que más tarde se llevarán a la casa parroquial donde tendrá lugar la "puja". Se conserva también la tradición de los "diablucos".

### San Juan
Representa el inicio de la siega. La noche del 23 de junio, en verbena, es típico que las mujeres salgan del brazo de sus maridos o novios luciendo el mejor mantón que poseen.

### Fiestas de la Virgen de los Remedios
Fiestas dedicadas a la patrona de la localidad, la Virgen de los Remedios. La antigüedad de estas fiestas se remonta al siglo XVIII.

## Corporación Municipal
La corporación actualmente vigente fue constituida el 17 de junio de 2023, tras las elecciones municipales y autonómicas de mayo del mismo año:
Partido Socialista Obrero Español (PSOE) - 5 concejales
- Dª. Inmaculada Francisca Vicente García de la Trenada Alcaldesa-Presidenta
- D. Miguel Ángel del Palacio Alonso
- Dª. Isabel Muñoz Almunia
- D. Félix Caballero González
- Dª. Celia Ponce de la Orden

Partido Popular (PP) - 4 concejales
- D. Antonio Romero Jaroso
- Dª. Inés María Horrillo Delgado
- Dª. Guadalupe Manzano Albalate
- Dª Beatriz Romero Asensio